# Classé Surnaturel
Classé Surnaturel (Sea of Souls) est une série télévisée britannique en 20 épisodes de 60 minutes créée par David Kane et diffusée entre le 2 février 2004 et le 17 avril 2007 sur BBC One.
En France, la série est diffusée depuis le 21 mars 2006 sur Jimmy, puis sur NRJ 12.

## Synopsis
Le Docteur Douglas Monaghan est à la tête du département de parapsychologie d'une université de Glasgow. Avec l'aide de ses étudiants et assistants, il étudie des phénomènes étranges et surnaturels tels que les fantômes, le vaudou, la réincarnation...

## Distribution
- Bill Paterson : Dr Douglas Monaghan
- Dawn Steele : Justine McManus
- Iain Robertson : Craig Stevenson
- Louise Irwin : Tina Logan
- Archie Panjabi : Megan Sharma
- Peter McDonald : Dr Andrew Gemmill
- Hugh Ross : Dean Claremont

## Fiche technique
- Musique : Simon Boswell & Edmund Butt
- Costumes : Joe Hobbs & Ray Holman

## Récompenses
- BAFTA Scotland 2005 : Meilleure série dramatique
- Prix Edgar-Allan-Poe 2006 : Meilleur scénario pour l'épisode Imposture

## Épisodes

### Première saison (2004)
1. Comme deux gouttes d'eau (Seeing Double alias Shades of Evil) (2 épisodes)
2. Possession (Mind Over Matter alias Possession) (2 épisodes)
3. Sacrifices (That Old Black Magic alias Voodoo Nights) (2 épisodes)

### Deuxième saison (2005)
1. Imposture (Amulet) (2 épisodes)
2. De cause à effet (Omen) (2 épisodes)
3. Âmes en peine (Empty Promise) (2 épisodes)

### Troisième saison (2006)
1. Possédé (Insiders)
2. Oracle (Oracle)
3. Cauchemars (Sleeper)
4. Échos (The Newsroom)
5. Les Sœurs de la nuit (Succubus)
6. Déception (Rebound)

### Spéciaux (2007)
1. Titre français inconnu (The Prayer Tree, Part 1)
2. Titre français inconnu (The Prayer Tree, Part 2)